# Sześć stopni oddalenia

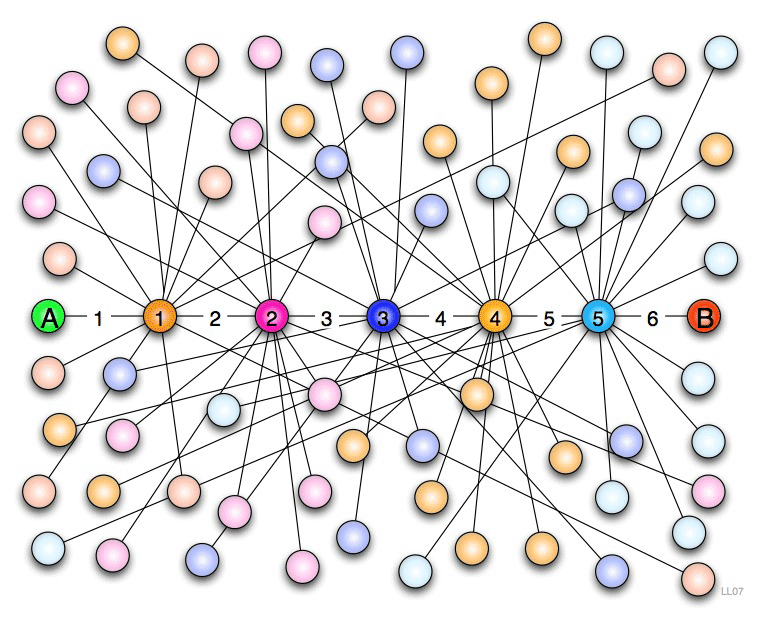
Sześć stopni oddalenia

Sześć stopni oddalenia – termin używany do opisania hipotezy o następujących założeniach:
- Znajomości między osobami można stopniować:
  - jeśli jakaś osoba zna inną bezpośrednio, to jest oddalona od tej osoby o jeden stopień;
  - jeśli jakaś osoba jest w relacji z inną za pośrednictwem kogoś znanego bezpośrednio, to jest oddalona od tej osoby o dwa stopnie itd.
- Liczba stopni znajomości między dwiema dowolnymi osobami w całej populacji ludzi na Ziemi nie przekracza sześciu.

Przeprowadzone doświadczenia i eksperymenty, takie jak eksperyment „świat jest mały” Milgrama, empirycznie potwierdziły hipotezę, że członkowie jakiejkolwiek dużej społeczności mogą być powiązani poprzez sieci pośrednich znajomych.
Krytycy koncepcji sześciu stopni oddalenia argumentują, że eksperyment Milgrama nie wykazał istnienia połączenia między ludźmi, a „sześć stopni” jest miejską legendą powstałą w środowiskach akademickich.
Ciekawym przypadkiem zastosowania tej teorii jest Sześć stopni Kevina Bacona.

## W literaturze
Hipoteza sześciu stopni oddalenia została przedstawiona w opowiadaniu z 1929 pt. A láncszemek (Ogniwa łańcucha) węgierskiego pisarza Karinthy'ego.